# Baculentulus evansi
Baculentulus evansi är en urinsektsart som först beskrevs av Bruno Condé 1961.  Baculentulus evansi ingår i släktet Baculentulus och familjen lönntrevfotingar. Inga underarter finns listade.